# NGC 7693
NGC 7693 је лентикуларна галаксија у сазвежђу Рибе која се налази на NGC листи објеката дубоког неба.
Деклинација објекта је - 1° 17' 29" а ректасцензија 23h 33m 10,4s. Привидна величина (магнитуда) објекта NGC 7693 износи 13,6 а фотографска магнитуда 14,5. NGC 7693 је још познат и под ознакама MCG 0-60-3, CGCG 381-6, NPM1G -01.0596, PGC 71720.